# Lang-šan (Ťiang-su)
Lang-šan (čínsky pchin-jinem Lángshān, znaky 狼山, česky „Vlčí hora“) je hora na východě Číny v prefektuře Nan-tchung v provincii Ťiang-su. Dosahuje výšky 106,94 metrů.
Lang-šan společně se čtyřmi okolními vrchy tvoří turistický cíl a je považován za nejkrásnější z nich. Slavný kaligraf Mi Fu ho považoval za vůbec nejkrásnější horu na světě. Lang-šan je i významným komplexem kulturních památek, má zde hrobku básník Luo Pin-wang, na vrcholu kopce stojí buddhistický klášter.